# 广部
广部（げんぶ）は、漢字を部首により分類したグループの一つ。
通称は「まだれ」。康熙字典214部首では53番目に置かれる（3画の24番目）。

## 概要

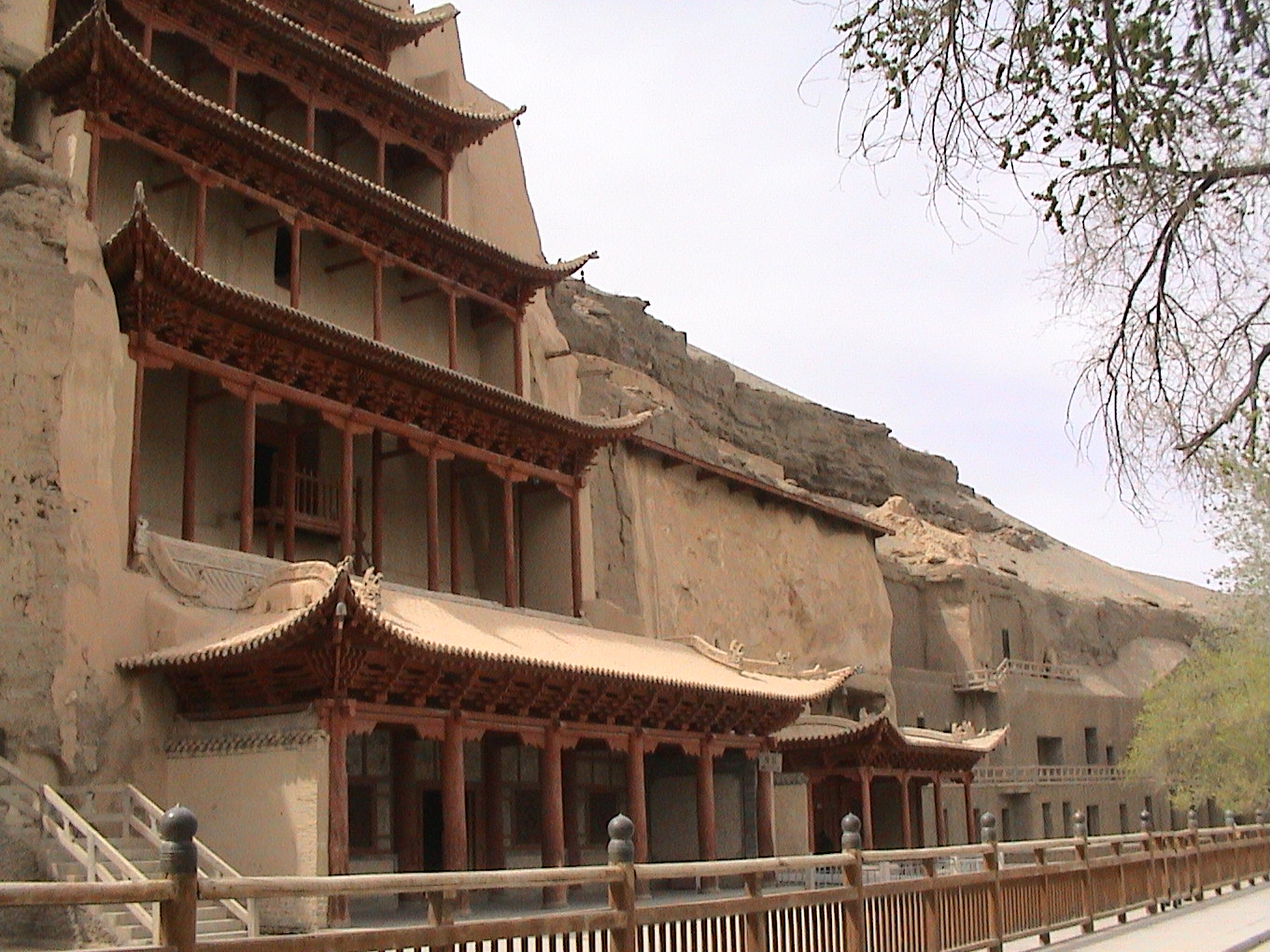
莫高窟

广部には「广」を筆画の一部として持つ漢字を分類している。
単独の「广」字は簡易な建物を象ったもので、偏旁の意符としては家屋の種類や住宅内部の部屋・部分に関することを示す。
「庶」「度」「廉」「庚」「康」「庸」など、家屋を示す「广」とは別の起源に遡る文字も含まれる。

## 字体のデザイン差
「亠」同様、印刷書体における「广」字の1画目には地域による差異があり、『康熙字典』および日本ではこれを短い縦棒とし、中国の新字形・台湾の国字標準字体・香港の常用字字形表ではこれを点画とする。

## 部首の通称
- 日本：まだれ（「麻」字の垂れであることから）
- 中国：广字头/廣字頭（「广」は「廣」の簡化字）
- 香港：广字部
- 韓国：엄호부（eomho bu、广戸（岩屋の意）の部）
- 英米：Radical dotted cliff

## 部首字

金文
大篆
小篆

广
- 中古音
  - 広韻 - 魚埯切、儼韻、上声
  - 詩韻 - 琰韻、上声
  - 三十六字母 - 疑母
- 現代音
  - 普通話 - ピンイン：yǎn 注音：ㄧㄢˇ ウェード式：yen 3
  - 広東語 - Jyutping：jim5 イェール式：yim5
- 日本語 - 音：ゲン（ゲム）（漢音）
- 朝鮮語 - 音：엄（eom） 訓：집（jip、いえ）

- 金文
- 大篆
- 小篆

## 例字
- 2画: 広庁
- 4画: 序床庇
- 5画: 庚店府庖
- 6画: 庠度
- 7画: 庫座庭
- 8画: 庵康庶庸
- 9画: 廁廃廊
- 10画以上: 廩廬廟廐廛廰廡廉廢廣廓